# Океан Бур
Океан Бур (лат. Oceanus Procellarum) — найбільше місячне море. Лежить на заході видимого боку. Має неправильну форму й витягнутий із північного заходу на південний схід. На сході зливається з численними іншими морями та затоками. Найбільший розмір — 2500 км (із прилеглими морями — 3000 км), а площа — понад 2 млн км2.

## Назва
Сучасну назву цього океану, як і більшості місячних морів, запропонував Джованні Річчолі в 1651 році. Як і назви деяких інших морів західної половини видимого боку Місяця, вона пов'язана з похмурою погодою — ймовірно, внаслідок тодішніх уявлень про вплив Місяця на погоду. 1935 року її разом із багатьма іншими традиційними місячними назвами затвердив Міжнародний астрономічний союз.
В давнину Океан Бур мав кілька інших назв. Близько 1600 року англійський фізик Вільям Гілберт — автор першої відомої карти Місяця, де було запропоновані назви для деталей його поверхні, — назвав основну частину цього океану Довгим островом (лат. Insula Longa). 1645 року Міхаель ван Лангрен, який працював при дворі іспанського короля Філіппа IV, назвав його Oceanus Philippicus, його західний берег — Littus Philippicum, а один із найпримітніших його кратерів — Philippi IV. 1647 року Ян Гевелій назвав східну частину океану разом із морями Дощів та Хмар Середземним морем (Mare Mediterraneum), а західну — Східним морем (Mare Eoum). Окремі назви він дав і деяким меншим його частинам.

## Розташування та суміжні об'єкти
Західна межа Океану Бур відносно рівна та чітка, а на сході він зливається з іншими морськими ділянками. Це (з півночі на південь) Затока Роси, Море Дощів, Затока Спеки, Затока Центральна, Море Хмар, Море Вологості та Болото Епідемій. Окрім того, на сході океану всередині нього виокремлюють Море Островів, а на південному сході — Море Пізнане. Ще одна маленька морська ділянка є біля західного краю океану, в кратері Грімальді.
На заході океану з ним сполучаються кілька «криптоморів» — морських ділянок, вкритих викидами кратерів (насамперед басейну Моря Східного) і тому таких же світлих, як материки.

## Загальний опис
Товщина лави в Океані Бур, за даними вимірювання напівзатоплених кратерів, відносно невелика. На більшій частині площі вона менша за 500 м, а в кількох місцях на півдні та в одному місці на півночі перевищує кілометр і може сягати близько 1500 м. Поверхня океану на півдні вища, ніж на півночі (1,5–2 км проти 2–2,5 км під місячним рівнем відліку висот). Значних масконів Океан Бур не має.

## Деталі поверхні
Найпомітніші кратери Океану Бур — молоді яскраві променясті Коперник, Кеплер та Аристарх (останній — найяскравіший серед великих місячних кратерів). Західна частина океану перетята ще й променями недалекого кратера Глушко, далекого кратера Ом та слабшими променями деяких інших кратерів.
В Океані Бур трапляються й височини, деякі з яких отримали власні назви. На сході океану, на межі з Морем Дощів, тягнуться Карпати та стоїть чимало окремих гір, зокрема, гора Виноградова та гора Деліля. Дещо західніше стоять гори Харбінгер, а ще західніше — височина під неофіційною назвою «плато Аристарха». На ній знаходяться яскравий кратер Аристарх, невелика гора Вітрувія, а поблизу неї — гори Агріколи. На півночі Океану Бур височіє гора Рюмкера, на південному сході (на краю Моря Пізнаного) — Рифейські гори, поблизу них (у самому морі) — гора Моро, а на південно-західному березі океану — гора Ханстена. Крім того, океан перетинають численні гряди, що тягнуться переважно з північного заходу на південний схід.
На заході океану, біля кратера Рейнер, лежить своєрідний об'єкт, що отримав назву Рейнер-Гамма. Це яскрава ділянка в формі пуголовка, складеного звивистими стрічками з розмитими межами. В рельєфі вона не вирізняється. Подібні об'єкти (місячні вири) трапляються і в інших місцях Місяця; їх походження загадкове.

### Вулканічні об'єкти
Крім лавових рівнин, в Океані Бур є й інші сліди вулканізму. Вони сконцентровані переважно в трьох районах.
Найбільший вулканічний регіон лежить на сході океану. Його основною частиною є плато Аристарха — ромбічне узвишшя розміром 200×170 км. Там тягнеться кілька звивистих борозен, у тому числі найширша й найглибша на Місяці — долина Шретера (Vallis Schröteri; довжина — 176 км, середня ширина — 4,3 км, середня глибина — 534 м). Її дном тягнеться вужча борозна довжиною 261 км, що виходить за її межі. Ймовірно, такі борозни прорізані потоками лави. Плато вкрите червонуватими породами, що інтерпретуються як пірокластичні викиди.
Дещо менший вулканічний район лежить у центрі океану, біля кратера Маріус, і має розмір 250×150 км. Це скупчення численних невеликих куполоподібних та конічних вулканів під неофіційною назвою «пагорби Маріуса». Їх діаметр сягає 25 км, а висота — кількасот метрів. Там теж є звивисті борозни та пірокластичні породи. Крім того, регіон примітний дуже високим вмістом оксиду заліза та позитивною гравітаційною аномалією.
Ще менший вулканічний об'єкт знаходиться на півночі океану й відомий як гора Рюмкера (Mons Rümker). Це округла височина діаметром близько 70 км і висотою 1,3 км, всіяна вулканічними куполами.

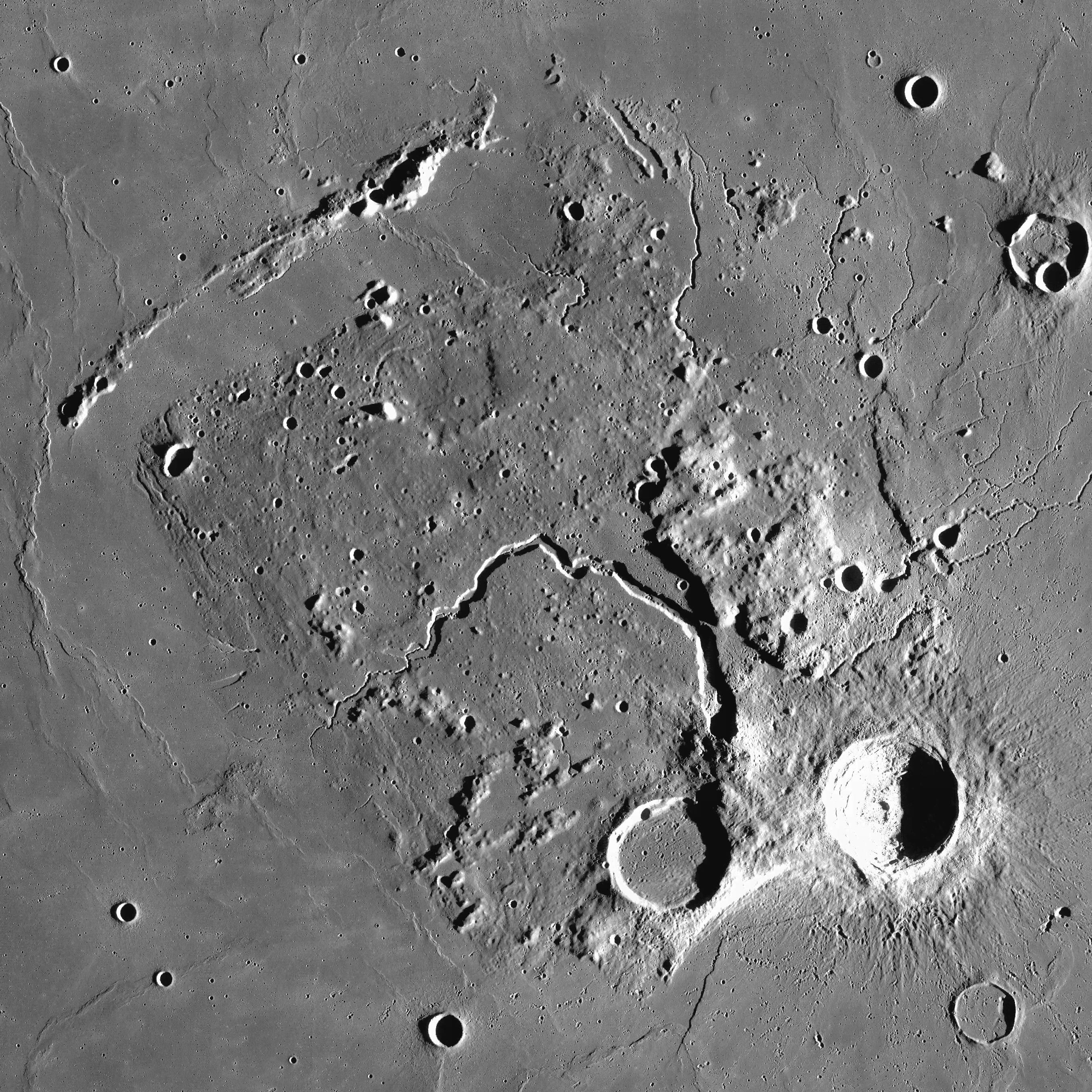
Плато Аристарха. Праворуч унизу — кратер Аристарх, у центрі — долина Шретера, ліворуч угорі — гори Агріколи. Мозаїка знімків LRO (320×320 км).
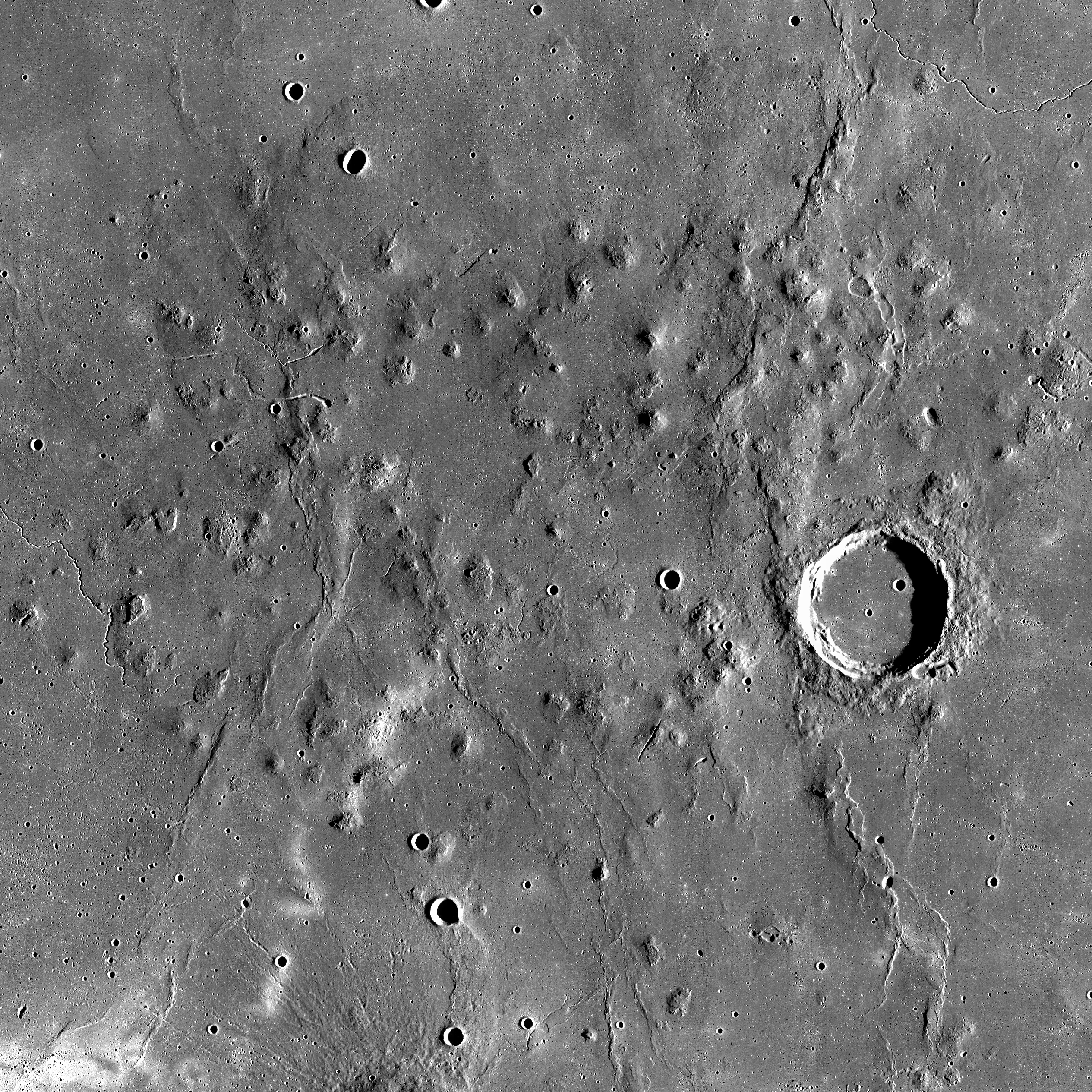
Пагорби Маріуса. Мозаїка знімків LRO (300×300 км).
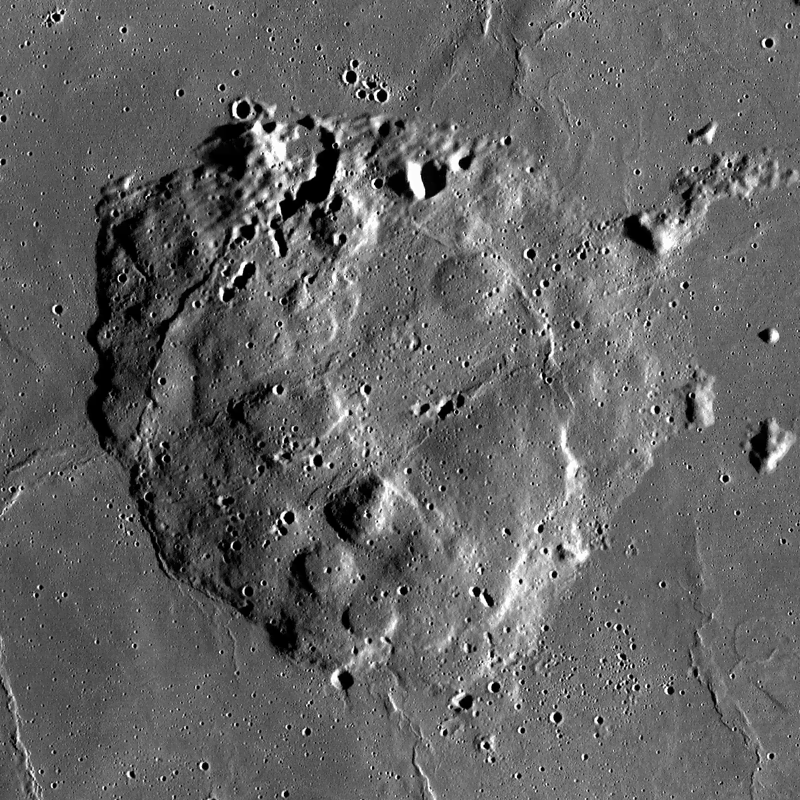
Гора Рюмкера. Мозаїка знімків LRO (95×95 км).

Всього в Океані Бур розташовано близько 90 звивистих борозен (48 % усіх виявлених на Місяці; результати дослідження знімків апаратів LRO та SELENE 2013 року). Більшість із них пов'язані з плато Аристарха та пагорбами Маріуса. На північному сході океану окремо від інших лежить найдовша звивиста борозна Місяця — 566-кілометрова борозна Шарпа (Rima Sharp), що починається в Затоці Роси.

## Геологічна історія

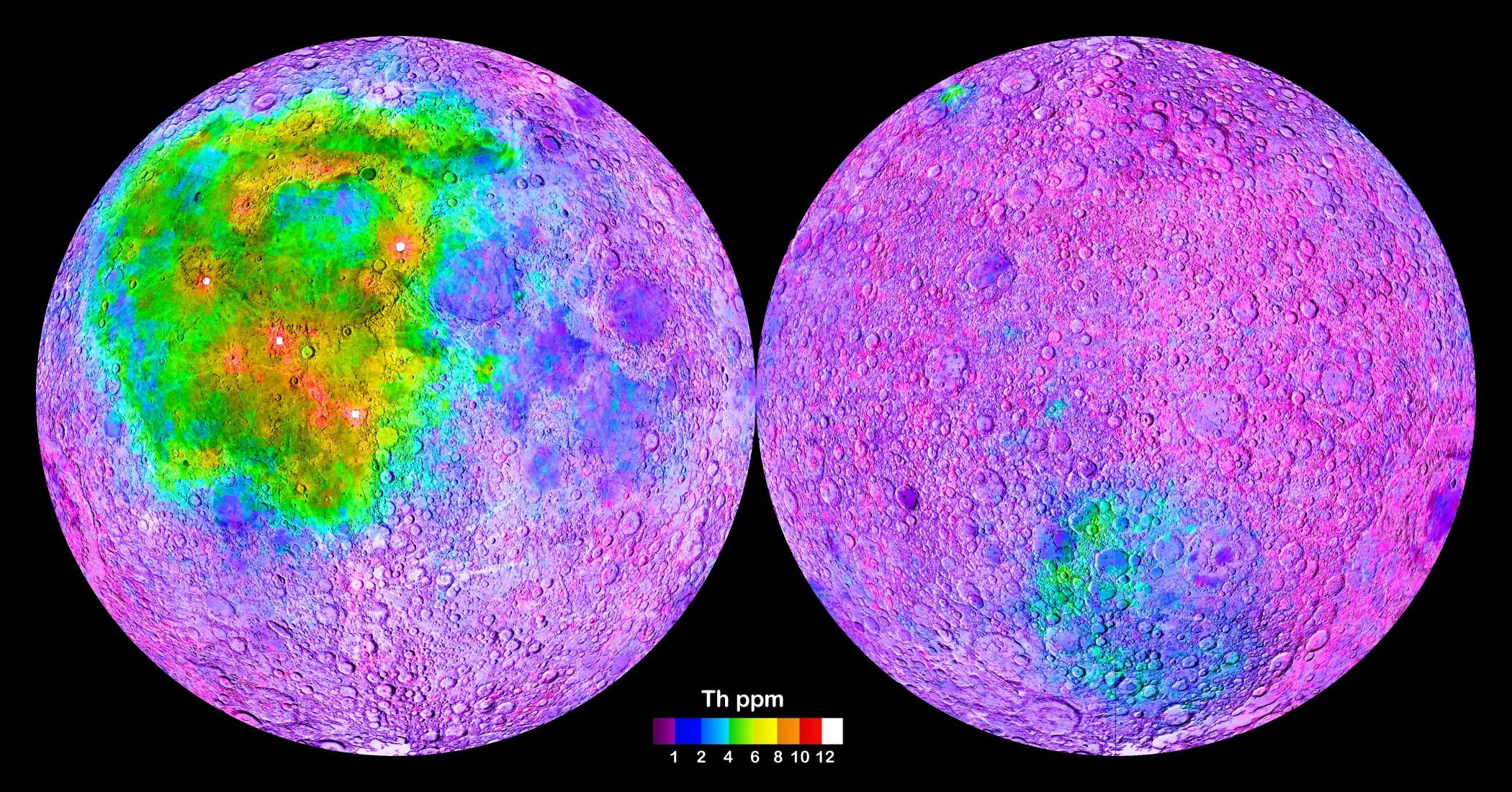
Карта концентрації торію. Видно її збільшення в області гіпотетичного басейну Океану Бур (на видимому боці Місяця, ліворуч) та в басейні Південний полюс — Ейткен (на зворотному боці, праворуч).

Походження Океану Бур, ймовірно, пов'язане з походженням наймасштабнішої особливості поверхні Місяця — різкої відмінності його видимого та зворотного боку. На видимому боці значно тонша кора, і тому там лежать і океан, і майже всі моря. На цьому боці, особливо в північно-західній частині, є й особливості хімічного складу ґрунту: зокрема, там сильно підвищений вміст заліза, титану, торію та елементів групи KREEP (калій (K), рідкісноземельні елементи (REE) та фосфор (P)). Є кілька гіпотез, що пояснюють ці відмінності.
За однією версією, більша частина видимого боку Місяця охоплена слідом гігантського зіткнення, який називають басейном Океану Бур чи басейном Гаргантюа. Його діаметр оцінюють у 3200 км, що робить його найбільшим кратером Місяця та одним із найбільших — усієї Сонячної системи. Окрім головного 3200-кілометрового кільця, для нього припускають наявність двох внутрішніх. Центр цього басейну лежить у Морі Дощів, західна межа збігається з західною межею Океану Бур, що пояснює її округлість, південна проходить по краю морів Хмар та Вологості, а східна — по Морю Спокою. При його утворенні на поверхні опинилися породи з великої глибини, що й спричинило своєрідний хімічний склад ґрунту. На існування цього басейну вказує не тільки розташування морів, а й деякі інші особливості рельєфу в цьому районі. Басейн Океану Бур разом із басейном Південний полюс — Ейткен належить до найстарших деталей поверхні Місяця, що збереглися досі. Тому він настільки зруйнований пізнішими зіткненнями та виверженнями, що його існування є сумнівним.
Інша гіпотеза пояснює особливості видимого боку Місяця наявністю вдвічі більшого басейну з центром у Морі Спокою. Є й думка, що западина, в якій з'явився океан, є частиною зовнішньої зони басейну Моря Дощів.
Згідно з іще однією версією, різниця між місячними півкулями — наслідок падіння космічного тіла на зворотний, а не на видимий бік супутника. В моделях утворення Місяця разом із ним нерідко утворюються менші супутники Землі. Згодом вони можуть впасти на Місяць із дуже малою швидкістю — 2–3 км/с. При такому падінні замість кратера має з'явитися горб.
Існують і інші пояснення відмінності місячних півкуль. Можливо, це результат внутрішніх процесів — наприклад, неоднорідності нагріву надр припливним тертям, особливостей конвекції в надрах чи асиметричного застигання океану магми.
Сучасний лавовий покрив Океану Бур з'явився значно пізніше за його гіпотетичний басейн. Вік різних ділянок цього покриву, визначений за підрахунком кратерів, лежить у межах 1,2–3,9 млрд років. Серед них є наймолодші морські ділянки Місяця. Після застигання лави в океані з'явилися гряди та деякі з його кратерів — зокрема, променясті.

## Посадки космічних апаратів

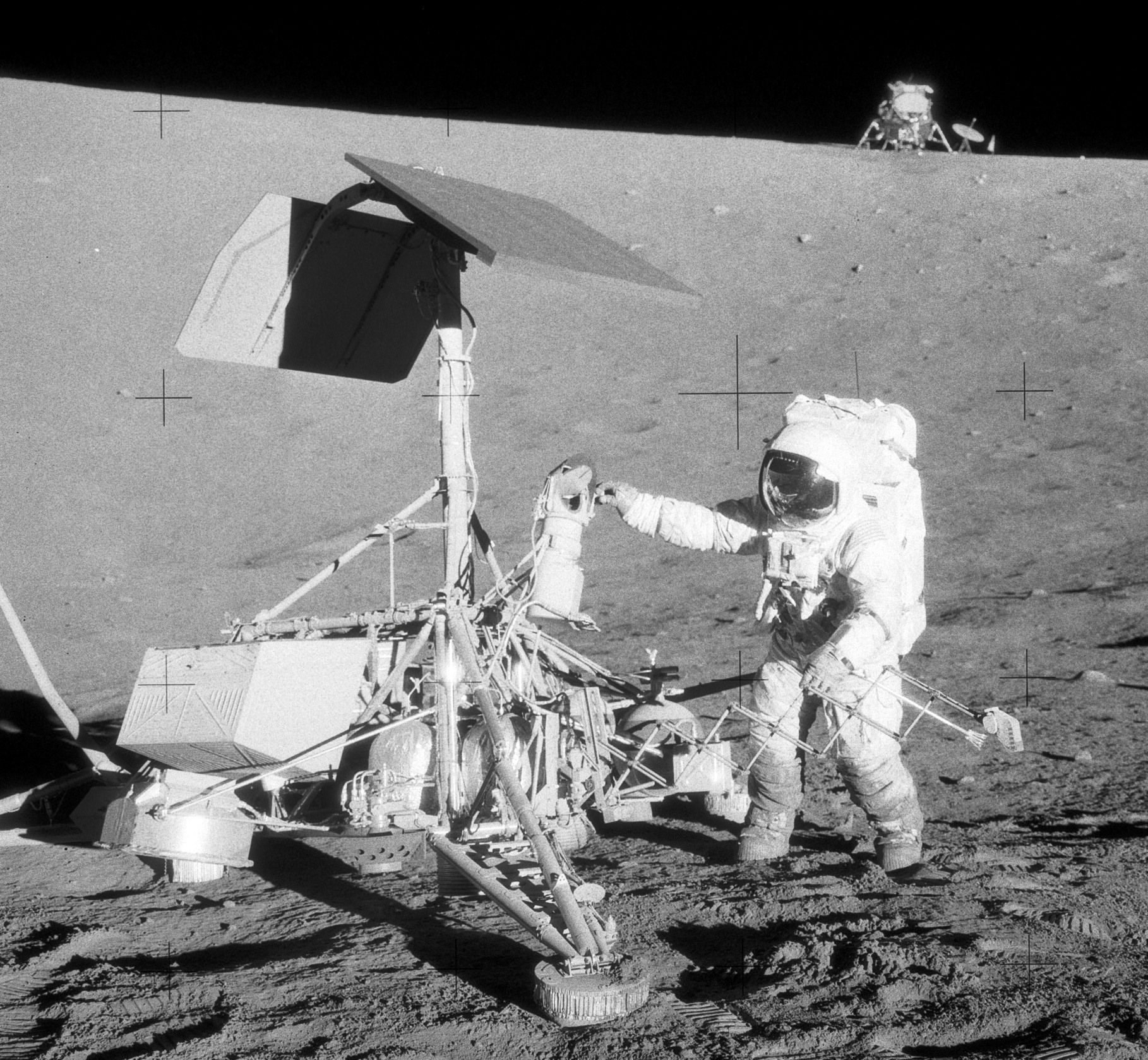
«Сервеєр-3» та Піт Конрад в Океані Бур. На горизонті — місячний модуль «Аполлона-12».

- 31 липня 1964 року на південному сході Океану Бур (10°38′ пд. ш. 20°36′ зх. д. / 10.63° пд. ш. 20.60° зх. д.) після успішної зйомки Місяця впав космічний апарат «Рейнджер-7». На честь цієї події цю ділянку океану того ж року назвали Морем Пізнаним (лат. Mare Cognitum)[35].
- 12 травня 1965 року — за однією з оцінок — в Морі Островів на сході Океану Бур (8° пн. ш. 23° зх. д. / 8° пн. ш. 23° зх. д.) після частково вдалого польоту впала «Луна-5».
- 7 жовтня 1965 року посеред Океану Бур (9°48′ пн. ш. 47°48′ зх. д. / 9.8° пн. ш. 47.8° зх. д.) після невдалого польоту впала «Луна-7».
- 6 грудня 1965 року на заході Океану Бур (9°06′ пн. ш. 63°18′ зх. д. / 9.1° пн. ш. 63.3° зх. д.) після частково вдалого польоту впала «Луна-8».
- 3 лютого 1966 року на заході Океану Бур (7°05′ пн. ш. 64°22′ зх. д. / 7.08° пн. ш. 64.37° зх. д.) сіла «Луна-9» — перший апарат, що здійснив м'яку посадку на Місяць та передав знімки з його поверхні. На честь цієї події цю маленьку ділянку 1970 року назвали рівниною Посадки (лат. Planitia Descensus)[36].
- 2 червня 1966 року в південній частині Океану Бур (2°28′26″ пд. ш. 43°20′20″ зх. д. / 2.474° пд. ш. 43.339° зх. д.) сів «Сервеєр-1».
- 24 грудня 1966 року на заході Океану Бур (18°52′ пн. ш. 62°04′ зх. д. / 18.87° пн. ш. 62.07° зх. д.) сіла «Луна-13».
- 20 квітня 1967 року на південному сході Океану Бур, дещо північніше Моря Пізнаного (3°00′54″ пд. ш. 23°25′05″ зх. д. / 3.015° пд. ш. 23.418° зх. д.), сів «Сервеєр-3».
- 19 листопада 1969 року поряд із «Сервеєром-3» (3°00′43″ пд. ш. 23°25′19″ зх. д. / 3.012° пд. ш. 23.422° зх. д.) сів місячний модуль «Аполлона-12», що стало другою висадкою людей на Місяць. Астронавти доставили звідти 34 кг порід.
- 1 грудня 2020 року на північному сході Океану Бур (43°03′27″ пн. ш. 51°54′58″ зх. д. / 43.0576° пн. ш. 51.9161° зх. д.), в області поширення надзвичайно молодої лави, сів спускний модуль космічної станції «Чан'е-5», який зібрав там зразки реголіту[37][38].